# Sarah Lindsay Schmidt
Sarah Lindsay Schmidt (24 de agosto de 1877 - 31 de janeiro de 1965) foi uma autora infantil norte-americana. O seu livro New Land foi premiado com o Newbery Honor em 1934.

## Biografia
Sarah Lindsay nasceu em Chicago, Illinois, em 24 de agosto de 1877. O seu avô, Thomas Milner, foi o primeiro ministro metodista da cidade. Lindsay frequentou a Universidade de Chicago e começou a escrever histórias para crianças após a graduação. Mais tarde, ela estudaria na Northwestern University e na Columbia University.
Enquanto leccionava numa escola secundária em Sterling, Illinois, ela conheceu um colega professor, G. A. Schmidt; eles casaram-se em 1910. O casal passou alguns anos na agricultura, mas Sarah voltou a leccionar em 1914, na Whitewater Normal School em Wisconsin. Em 1919, os Schmidts mudaram-se para Fort Collins, Colorado, onde Sarah começou a ensinar inglês na Colorado State University. Ela continuou a trabalhar na CSU até 1935, quando deixou de leccionar para se dedicar à escrita.
New Land foi publicado em 1933 e foi nomeado um dos oito títulos de Newbery Honor em 1934. Os livros posteriores de Schmidt incluíram Ranching on Eagle Eye (1936), Shadow over Winding Ranch (1940) e The Hurricane Mystery (1943); a Kirkus Reviews elogiava consistentemente os romances de Schmidt pela precisão das suas informações sobre agricultura, pecuária e mineração.
Schmidt sofreu uma grave queda no outono de 1961 e nunca mais recuperou a saúde plena. Ela morreu numa casa de repouso em Fort Collins em 31 de janeiro de 1965.